# 國學院大學陸上競技部
國學院大學陸上競技部（こくがくいんだいがくりくじょうきょうぎぶ）は、國學院大學の陸上競技チームである。國學院大學体育連合会並びに関東学生陸上競技連盟に所属する。創部は1890年（明治23年）。

## 戦歴
2001年（平成13年）の第77回箱根駅伝で東京箱根間往復大学駅伝競走に初出場。第79回大会で初めての区間賞を獲得する。2009年に駒澤大学OBの前田康弘が監督に就任した。第87回大会では、ゴール直前でコースを間違えるアクシデントに見舞われながらも、初のシード権を獲得。第96回大会では往路2位・総合3位と過去最高順位を記録した。
また全日本大学駅伝の出場も多く、2018年（平成30年）の第50回大会では6位に入りこの大会初のシード権を獲得。2022年の第54回大会では2位と大学記録を更新している。2019年（令和元年）の第31回出雲全日本大学選抜駅伝では三大駅伝（出雲・全日本・箱根）における初優勝。また、2024年（令和6年）には出雲駅伝で5年ぶり2回目の優勝を決めた。
練習拠点は川崎市多摩区および横浜市青葉区。

## 関連人物
- 前田康弘 - 元陸上競技選手。國學院大學陸上競技部駅伝監督（現職、2009年 - [1]）。元駒澤大学陸上競技部中長距離ブロック主将。
- 寺田夏生 - 人間開発学部卒業。陸上競技（長距離走）選手。皇學館大学陸上競技部駅伝監督[4]。
- 浦野雄平 - 経済学部卒業。陸上競技（長距離）選手。富士通陸上競技部所属[5]。
- 土方英和 - 人間開発学部卒業。陸上競技（長距離）選手。旭化成陸上部所属[6]。
- 伊地知賢造 - 人間開発学部卒業。陸上競技（長距離）選手。ヤクルト陸上競技部所属[7]。
- 平林清澄 - 経済学部卒業。陸上競技（長距離）選手。ロジスティード陸上部所属[8]。
- 山本歩夢 ‐ 人間開発学部卒業。陸上競技（長距離）選手。旭化成陸上部所属[9]。
- 青木瑠郁 - 人間開発学部在学中。陸上競技（長距離）選手。
- 上原琉翔 - 人間開発学部在学中。陸上競技（長距離）選手。
- 野中恒亨 - 人間開発学部在学中。陸上競技（長距離走）選手。
- 辻原輝 ‐ 文学部在学中。陸上競技（長距離）選手。
- 吉田蔵之介 ‐  陸上競技（長距離）選手。父は音楽グループ「ケツメイシ」のリーダー・吉田大蔵。
- 浅野結太 ‐ 陸上競技（長距離）選手。